# Aleix Pubill Rodríguez
Aleix Pubill Rodríguez  (* 19. März 1988 in Puigcerdà) ist ein spanischer Skibergsteiger.
Pubill begann 2001 mit dem Skibergsteigen. Mit der Teilnahme an der spanischen Meisterschaft bestritt er 2004 seinen ersten Wettkampf   und ist seit 2004 Mitglied der spanischen Nationalmannschaft Skibergsteigen, seit 2007 auch im Kader der Herren.

## Erfolge
- 2004:
  - 1. Platz der Kadetten bei der Weltmeisterschaft Skibergsteigen Einzel
  - 2. Platz der Kadetten bei der Spanischen Meisterschaft Skibergsteigen Einzel
- 2005:
  - 2. Platz der Kadetten bei der Spanischen Meisterschaft Skibergsteigen Einzel
  - 1. Platz der Kadetten bei der Spanischen Meisterschaft Team (mit Kílian Jornet Burgadá)
- 2006:
  - 1. Platz der Kadetten bei der Spanischen Meisterschaft Skibergsteigen Einzel
  - 1. Platz der Kadetten bei der Spanischen Meisterschaft Vertical Race
- 2007: Goldmedaille im Vertical Race